# Jesper Olsson
Jesper Olsson (* 17. Dezember 1969) ist ein schwedischer Badmintonspieler.

## Karriere
Jesper Olsson gewann 1986 die Einzelmeisterschaft der U17 in seinem Heimatland Schweden. Noch als Junior siegte er ein Jahr später bei den Polish International. 1991 war er bei den U22-Titelkämpfen in Schweden erfolgreich. Nach fünf weniger erfolgreichen Jahren erkämpfte er sich 1996 überraschend Bronze bei den Europameisterschaften.

## Sportliche Erfolge
| Saison    | Veranstaltung                     | Disziplin    | Platz | Name                                    |
| --------- | --------------------------------- | ------------ | ----- | --------------------------------------- |
| 1985/1986 | Schweden: Einzelmeisterschaft U17 | Herreneinzel | 1     | Jesper Olsson (Valbo-Dalen)             |
| 1990/1991 | Schweden: Einzelmeisterschaft U22 | Mixed        | 1     | Jesper Olsson / Catrine Bengtsson (GBK) |
| 1993      | Irish Open                        | Herreneinzel | 3     | Jesper Olsson                           |
| 1996      | Europameisterschaft               | Herreneinzel | 3     | Jesper Olsson                           |